# Alegeri legislative în Țările de Jos, 1963
Alegerile generale din Camera Reprezentanților a Parlamentului olandez au avut loc în Țările de Jos pe data de 15.05.1963

## Rezumate Naționale
| Partide                                         | %    | locuri |
| ----------------------------------------------- | ---- | ------ |
| Partidul Popular Catolic                        | 31.9 | 50     |
| Partidul Laburist                               | 28.0 | 43     |
| Partidul Popular pentru Libertate și Democrație | 10.3 | 16     |
| Partidul Anti-Revoluționar                      | 8.7  | 13     |
| Uniunea Creștin-Istorica                        | 8.6  | 13     |
| Partidul Pacifist Socialist                     | 3.0  | 4      |
| Partidul Comunist din Țările de Jos             | 2.8  | 4      |
| Partidul Politic Reformat                       | 2.3  | 3      |
| Partidul Agricultorilor                         | 2.1  | 3      |
| Alianța Politica Reformată                      | 0.7  | 1      |
| Total                                           | -    | 150    |

## Partide
- Partidul Anti-Revoluționar(Anti-Revolutionaire Partij)
- Partidul Popular Catolic (Katholieke Volkspartij)
- Uniunea Creștin-Istorica (Christelijke-Historische Unie)
- Partidul Comunist din Țările de Jos (Communistische Partij Nederland)
- Partidul Agricultorilor  (Boerenpartij)
- Partidul Laburist (Partij van de Arbeid)
- Partidul Pacifist Socialist(Pacifistisch Socialistische Partij)
- Partidul Popular pentru Libertate și Democrație (Volkspartij voor Vrijheid en Democratie)
- Partidul Politic Reformat(Staatkundig Gereformeerde Partij)
- Alianța Politica Reformată (Gereformeerd Politiek Verbond)